# Substance chimique
Pour les articles homonymes, voir substance.

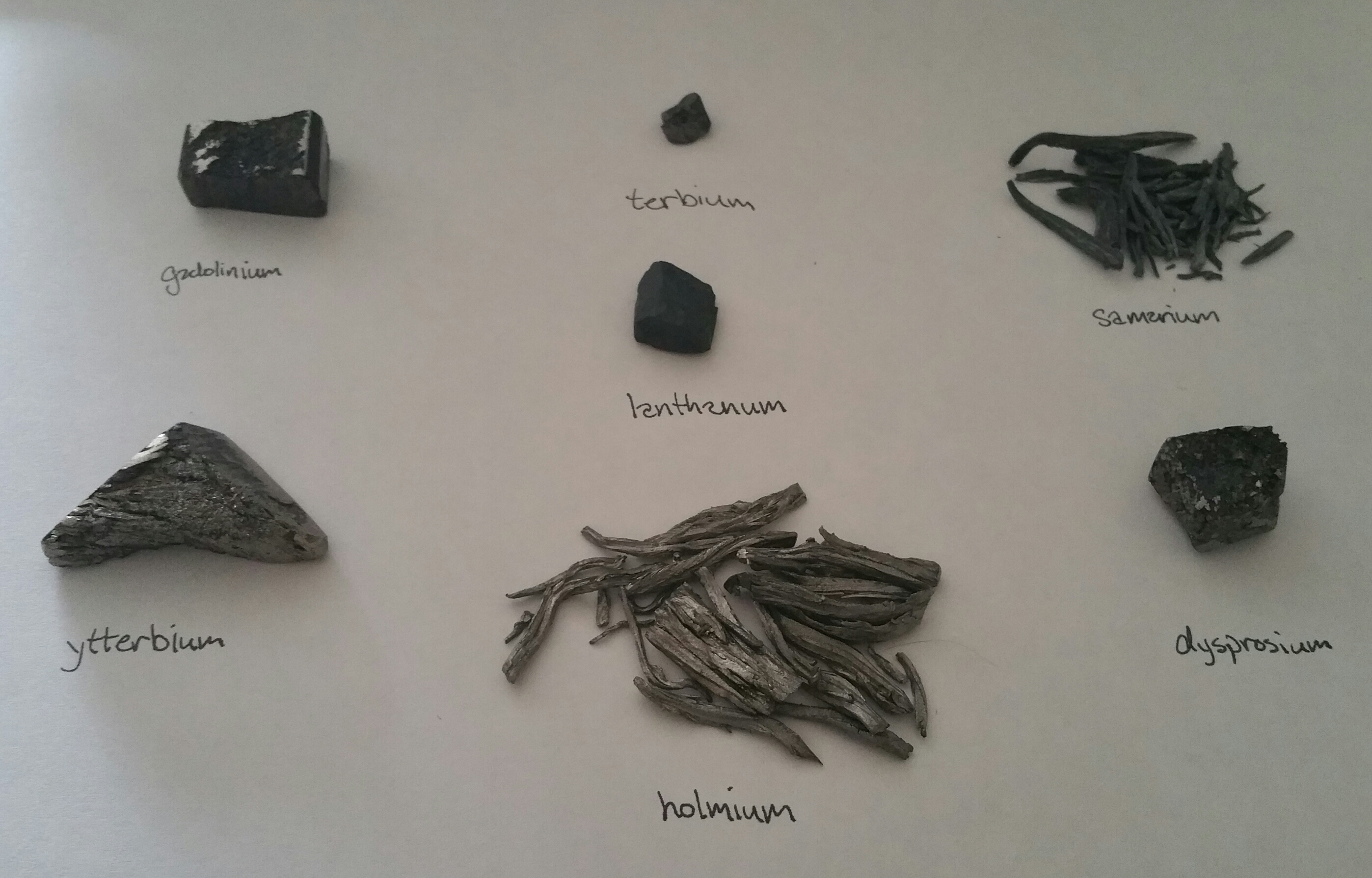
Différentes substances chimiques de la famille des lanthanides.

Une substance chimique, ou produit chimique (parfois appelée substance pure), est tout échantillon de matière de composition chimique définie et présentant des propriétés caractéristiques (couleur, odeur, densité, point de fusion, etc.), indépendamment de son origine.

## Définitions normalisées
Pour le vocabulaire administratif normalisé de la France et de l'Union européenne :
- les « substances chimiques » désignent « les éléments chimiques et leurs composés tels qu'ils se présentent à l'état naturel ou tels qu'ils sont obtenus par tout procédé de production »[1] ;
- le mot « préparation » désigne « les mélanges ou solutions composés de deux substances ou plus »[1].

## Nombre de produits chimiques différents, et tonnages produits
La quantité de ces produits a fortement augmenté depuis la révolution industrielle.
Le nombre de produits chimiques différents recensés dépassait soixante-cinq millions en 2009 (contre dix-huit millions en 2002).
On estime qu'environ onze mille nouvelles substances ont été créées par jour de 2002 à 2009. La base de données CAS comptait 47 372 533 produits chimiques au 5 juin 2009 (dont 34 961 413 produits commercialisés).
Plus de 85 000 substances chimiques sont disponibles dans le commerce, et sept nouvelles substances sont introduites chaque jour dans le commerce.
La production mondiale annuelle de produits chimiques a également rapidement augmenté, passant d'environ un million de tonnes par an an vers 1930 à plus de trois cents millions de tonnes en 2009, en grande partie synthétisés à partir d'hydrocarbures fossiles.
Nombre de ces produits ont été largement diffusés dans l'environnement où ils se dégradent et/ou circulent, via l'eau et l'air d'où ils se retrouvent dans les sols et sédiments.

Ils forment dans l'environnement ou dans les organismes qui les ingèrent des sous-produits, des métabolites, des résidus pouvant se combiner avec d'autres produits (en produisant d'éventuelles synergies (chimiques, biochimiques, etc.).

Ils sont notamment retrouvés dans l'eau (dont eau de pluie, brumes et rosées, pour les pesticides par exemple, mais aussi dans les eaux de surface, de nappe phréatique et de boisson pour les perturbateurs endocriniens par exemple). Certains de ces produits peuvent être fortement bioconcentrés dans la chaine alimentaire et alors retrouvés dans certains aliments (viande, poisson, chair d'animaux filtreurs notamment).

Certains sont actifs à faible voire à très faibles doses, et sont considérés comme des micropolluants anthropogéniques préoccupants posant de nouveaux défis en matière d'évaluation environnementale.

## Typologie
En 2016, on dénombre plus de cent millions de substances, classées par familles et/ou par usage ou propriétés.
Un produit chimique (ou une substance chimique) peut par exemple être :
- solide, liquide, gazeux, volatil, nanoparticulaire ;
- soluble ou non (dans différents solvants organiques ou inorganiques) ;
- utilisé dans (ou obtenu par) un procédé chimique ;
- issu de la chimie organique ou inorganique (exemples : cuivre (élément chimique), eau pure (composé chimique), diazote, chlorure de sodium, minéraux, alliages) ;
- simple ou composé (exemples : composé organique tel que glucides, lipides, protéines, vitamines, acides nucléiques, etc.) ;
- inerte, ou chimiquement ou biologiquement actif ;
- dangereux, à risques, toxique (dont neurotoxique, affectant le développement du cerveau et de l'intelligence[5]) ou écotoxique, combustible, explosif, corrosif, biocide, etc. ;
- radioactif (radioactivité alpha, bêta et/ou gamma) ;
- stable ou instable ;
- dégradable, biodégradable, non biodégradable, etc.

Certaines substances sont dangereuses, pouvant poser des risques particuliers tels l'inflammabilité, l'explosion et la toxicité.

## Réglementation
En raison de la dangerosité d'un grand nombre de produits chimiques, la réglementation a évolué et leur production, mise sur le marché, importations, exportations, transport, vente, revente, utilisation, recyclage ou élimination peuvent faire l'objet de réglementations particulières.
Ainsi en Europe les États membres, sous l'égide de l'Agence européenne des produits chimiques doivent mettre en application un certain nombre de réglementations internationales et européennes, dont :
- Règlement (CE) no 1907/2006 concernant l'enregistrement, l'évaluation et l'autorisation des substances chimiques, ainsi que les restrictions applicables à ces substances (REACH) ; fin 2010 était la 1re échéance d'enregistrement de certaines substances et la date de mise en œuvre de nouvelles dispositions du règlement ; ce règlement est entré en vigueur en 2007, sauf pour les titres II, III, V, VI, VII, X et XI et les articles 128 et 136 en vigueur depuis le 1er juin 2008. L'article 135 n'est applicable que depuis le 1er août 2008 et le titre VIII et l'annexe XVII depuis le 1er juin 2009. REACH a déjà subi plusieurs modifications ; les entreprises doivent montrer qu'elles cherchent des alternatives aux substances soumises à autorisation, avec analyse comparée des scénarios de remplacement ;
- Règlement (CE) no 1272/2008 relatif à la classification, à l'étiquetage et à l'emballage des substances et des mélanges (CLP pour Classification, Labelling and Packaging), qui vise à décliner en Europe le système général harmonisé de classification et d'étiquetage des produits chimiques (dit « SGH ») mis au point par les Nations unies ; ce système remplacera peu à peu les directives 67/548/CEE[7] et 1999/45/CE[8] dans les secteurs du travail et de la consommation ;
- Règlement européen (CE) no 850/2004 concernant les polluants organiques persistants (POP) ;
- Directive no 98/8/CE concernant la mise sur le marché des produits biocides ;
- Règlement (CE) no 1451/2007 concernant la seconde phase du programme de travail d'évaluation des substances actives ;
- Règlement (CE) no 1005/2009 relatif à des substances appauvrissant la couche d'ozone ;
- Règlement (CE) no 842/2006 relatif aux gaz à effet de serre fluorés ;
- Règlement (CE) no 689/2008 relatif à l'exportation et l'importation de produits chimiques dangereux ;
- Règlements (CE) no 15/2010 de la Commission du 7 janvier 2010 et (CE) no 196/2010 du 9 mars 2010 de la Commission modifiant l'annexe I du règlement (CE) no 689/2008 du Parlement européen et du Conseil concernant les exportations et importations de produits chimiques dangereux.

Ces règlements visent :
- à mieux évaluer les risques induits par les produits et préparations dangereuses du point de vue de la santé environnementale via des méthodes reconnues et communes ;
- à mieux informer les usagers concernant ces risques, et à produire un corpus documentaire disponible et à jour pour les autorités sanitaires afin de mieux répondre aux problèmes médicaux ou crises environnementales et sanitaires ;
- à interdire ou limiter les produits les plus dangereux.

Les médicaments, les cosmétiques, les pesticides, les produits biocides, les produits utilisés dans l'alimentation, les explosifs et les substances radioactives font l'objet de dispositions particulières non traitées dans cette étude.
Tous ces textes sont, en France notamment, déclinés dans le droit français de l'environnement et celui de la santé via le Code de l'environnement, mais aussi le Code de la santé publique, le Code du travail, le Code des transports, le Code de la consommation, le Code des douanes. et diverses lois, décrets, arrêtés, circulaires ministérielles, ou plans (exemples : Plan national santé-environnement (PNSE) no II, Plan santé au travail no II, Plan particule, Ecophyto 2018).
En 2009, le Code de l'environnement demande aux différents corps de contrôle (formant notamment la police de l'environnement) de travailler avec une meilleure transversalité entre corps et ministères.

## Information sur les substances
Dans la plupart des pays, plusieurs législations peuvent entrer en contradiction, notamment celles découlant de l'obligation d'étiquetage (étiquetage environnemental notamment), celles issues de la convention d'Aarhus qui impose un large accès à l'information environnementale et des habitudes ou des législations découlant du droit des brevets ou du secret de fabrication.

Le règlement REACH impose un premier cadre minimal commun en Europe.
En France, en lien avec la Direction générale de la prévention des risques (DGPR) du ministère de l'Écologie, du Développement durable et de l'Énergie, l'INERIS et l'INRS sont missionnés pour collecter et évaluer les informations sur les risques et dangers liés aux produits chimiques, tout en devant « préserver la confidentialité des informations recueillies ».
- L'INRS informe les acteurs (entreprises) de la mise en œuvre du nouvel étiquetage des produits chimiques (Cf. règlement CLP)[12].
- En 2003, l'INERIS a ouvert un « Portail Substances Chimiques » (PSC)[13] qui regroupe en 2012 trois types d'informations :

1. base de données, concernant l'identification, la réglementation, la physico-chimie, le comportement ou les données toxicologiques et écotoxicologiques) ;
2. monographies ou fiches toxicologiques et environnementales, fiches NQE, fiches socio-économiques ;
3. liens directs (à partir de la substance) vers d'autres bases de données.

L'outil permet des « requêtes » par substance (avec résultat de la recherche fournis en fichier [PDF]) ou par une entrée réglementation ou « programme de travail » (qui génère des listes de substances classées selon ces mots-clés).
En 2012, l'INERIS y développe les liens entre substances et environnement, et renforce l'approche « multimilieux » (eau, air, sol), la métrologie, les usages et/ou les émissions.

## Contrôles et sanctions
Ce sont des autocontrôles et des contrôles faits par les autorités compétences, assortis d'éventuelles sanctions prévues par la loi.
Au vu du nombre de produits synthétisés, mis sur le marché ou utilisés, le nombre de contrôles peut sembler modeste. Par exemple, un peu « plus de 7500 contrôles ont été menés en 2010 » chez des importateurs, fabricants, responsables de la première mise sur le marché, distributeurs et utilisateurs de produits chimiques, souvent par « l'inspection du travail, les inspecteurs des installations classées, les agents de la concurrence, de la consommation, et de la répression des fraudes, les agents des douanes et les inspecteurs de l'agence française de sécurité sanitaire des produits de santé, etc ». Environ 50 % de ces contrôles ont porté sur le respect du règlement REACH.
En France, augmenter la fréquence et la qualité des contrôles sur les produits chimiques était une demande du Grenelle de l'environnement ainsi que du second Plan national Santé Environnement et du Plan santé au travail. Le législateur a prévu des sanctions dont le caractère dissuasif pour les grands groupes est mis en débat, allant de l'amende administrative (encore inexistante en 2012 dans le domaine des installations classées pour la protection de l'environnement), à la consignation de sommes et à des interdictions de fabrications ou d'exportations de produits chimiques. Le parquet (ministère public) doit être prévenu des contrôles effectués, sans préjudice des règles particulières applicables à l'inspection du travail.
Les problèmes les plus fréquemment relevés par les inspecteurs étaient en 2010 les non-conformités de la fiche de données de sécurité des produits classés dangereux (qui doit être conforme à l'article 31 et à l'annexe II du règlement (CE) no 1907/2006), des défauts d'étiquetage ou notices de produits biocides. En 2010, sur plus de 7 500 contrôles, environ 2 % des constats (dont ceux ayant montré des usages interdits de produits chimiques) ont été suivis de sanctions administratives et pénales.

## Illustrations

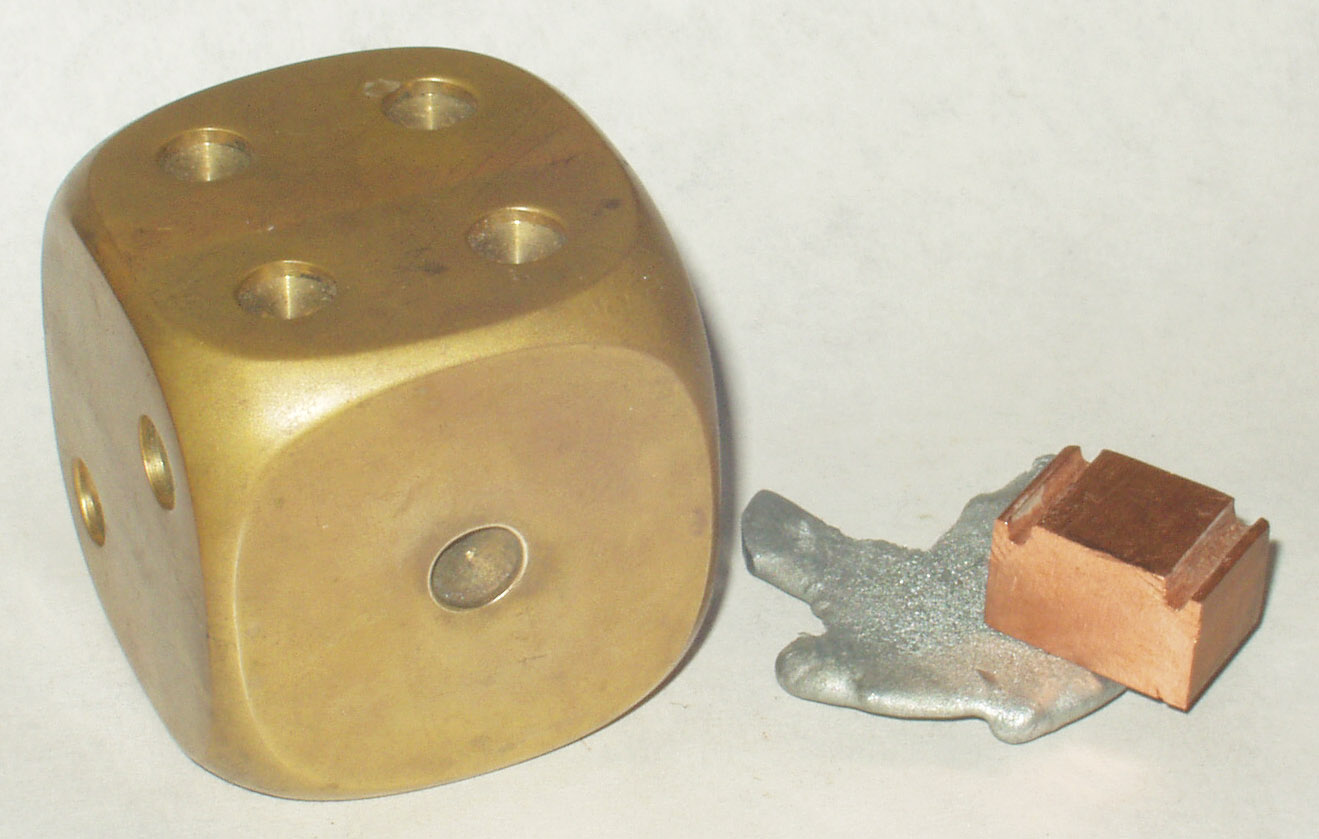
Laiton (dé), avec un échantillon des composants : zinc et cuivre.
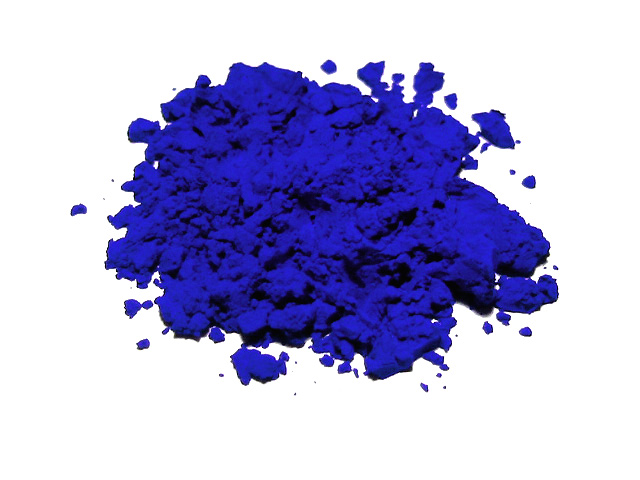
Bleu outremer synthétique.
Formule chimique de la vanilline, constituant principal de la vanille naturelle.